# Сторожинец (Псковская область)
Сторожинец — деревня в Юшкинской волости Гдовского района Псковской области. Деревня стоит на берегу Чудского озера, между устьями рек Куны и Тороховки. В ней находятся телефон-автомат и небольшой пограничный порт. До границы с Эстонией 21,05 км.
Рядом с ней — деревни Кунесть, Речицы Малые, Костино, Большие Речицы, СНТ Сторожинец Севернее.
Близ деревни на мысу у Речицкого озера находится городище Сторожинец культуры псковских длинных курганов, верхний ярус оборонительных сооружений которого датируется 620±50 годом н. э., комплекс в кв. Ц19—Ч19 — 580±40 годом нашей эры. Сторожинец с самого начала был оборонительно-административным центром, так же, как Изборск на западе, потом он принадлежал Киевской Руси, а после 1132 г. оказался в составе Новгородской земли, которая его неоднократно укрепляла вплоть до середины XIII в. и в XII-XIII вв. хоронила в этом же языческом могильнике по христианскому обряду своих воинов, которые несли здесь караульную службу и умерли или погибли при исполнении своих обязанностей.

## Население
| 2001 | 2002 | 2010 |
| ---- | ---- | ---- |
| 36   | ↘29  | ↘23  |

Численность населения деревни составляет на 2000 год 36 человек.